# Вынэторь
Вынэторь (Вынаторы, рум. Vînători, Вынэторь) — село в Ниспоренском районе Молдавии. Относится к сёлам, не образующим коммуну.

## География
Село расположено на высоте 205 метров над уровнем моря.

## Население
По данным переписи населения 2004 года, в селе Вынэторь проживает 1127 человек (576 мужчин, 551 женщина).
Этнический состав села:
| Национальность | Число жителей | Процентный состав |
| -------------- | ------------- | ----------------- |
| молдаване      | 1111          | 98.58             |
| русские        | 7             | 0.62              |
| румыны         | 6             | 0.53              |
| украинцы       | 3             | 0.27              |
| Всего          | 1127          | 100 %             |

## Известные люди
- В селе родился Петраке, Штефан (1949—2020) — советский молдавский музыкант.